# Husby-Långhundra socken
Husby-Långhundra socken i Uppland ingick i Långhundra härad, ingår sedan 2003 i Knivsta kommun i Uppsala län och motsvarar från 2016 Husby-Långhundra distrikt.
Socknens areal är 78,98 kvadratkilometer, varav 78,20 land. År 2000 fanns här 1 052 invånare.  Kyrkbyn Husby by med sockenkyrkan Husby-Långhundra kyrka ligger i socknen.  

## Administrativ historik
Husby-Långhundra socken har medeltida ursprung. Före den 1 januari 1886 (ändring enligt beslut den 17 april 1885) var namnet Husby socken. Innan ändringen hade dock bruket av namnet Husby Långhundra redan förekommit.
Vid kommunreformen 1862 övergick socknens ansvar för de kyrkliga frågorna till Husby-Långhundra församling och för de borgerliga frågorna till Husby-Långhundra landskommun. Landskommunen inkorporerades 1952 i Skepptuna landskommun som upplöstes 1967 då denna del uppgick i Knivsta landskommun som 1971 uppgick i Uppsala kommun och 2003 utbröts därur och bildade Knivsta kommun. 1971 övergick området från Stockholms län till Uppsala län.
1 januari 2016 inrättades distriktet Husby-Långhundra, med samma omfattning som församlingen hade 1999/2000.
Socknen har tillhört län, fögderier, tingslag och domsagor enligt vad som beskrivs i artikeln Långhundra härad. De indelta soldaterna tillhörde Upplands regemente Hundra Härads kompani samt Livregementets dragonkår, Livskvadronen.

## Geografi
Husby-Långhundra socken ligger sydost om Uppsala kring Laggaån. Socknen har slättbygd kring ån och är i övrigt en skogsbygd.

Genom socknen går länsväg 273 och riksväg 77. 

## Fornlämningar
Från bronsåldern finns spridda gravrösen och skärvstenshögar samt en hällristning. Från järnåldern finns ett 50-tal gravfält och sju fornborgar. Fyra runstenar har påträffats. Tuna hage-skatten har påträffats i denna socken.

## Namnet
Namnet skrevs år 1273 Husaby och betyder förvaltningsgård med förrådshus.